# Варвара (співачка)
Варвара (справжнє ім'я Олена Володимирівна Сусова, до шлюбу — Тутанова; нар. 30 липня 1973,  Балашиха Московська область, РРСФР) — російська етно-поп-співачка та музикантка, заслужена артистка Росії. Записала шість студійних альбомів, найвідоміший із яких — «Мрії» (2005).
Музичний стиль співачки визначають як альтернативний етно-поп з елементами класичної музики та інді. У своїх піснях Варвара використовує старовинні етнічні інструменти і звертається до традиційних мотивів різних народів світу, навіяних російським, європейським фолком, фолком Північної Америки тощо. Великий вплив на її музику здійснює поезія Анни Ахматової, Марини Цвєтаєвої, а також музична творчість таких виконавців, як Мадонна, Стінг, Deep Purple і Сія.
У 2002 році Варвара вперше стає дебютанткою фестивалю «Пісня року». У 2003 році її другий альбом «Ближче» отримав премію Срібний диск у категорії найкращий вокальний поп-альбом.
Варвара принесла Росії перше місце на конкурсі пісні OGAE, проведеним офіційним фанклубом «Євробачення». У 2004 році за результатами голосування 27 країн в Європі переміг її синґл «Мрії».  
У 2005 році вийшов наступний, третій студійний альбом співачки — «Мрії». Платівка стала чарттопером продажу і розійшлася тиражем у декілька десятків тисяч копій. Пісні з альбому почали злітати на верхні позиції чартів. Сингли «Літала та співала» і «Відпусти мене, річка» стали гітами в Росії та колишніх країнах СРСР. Перший дістався до п'ятого місця російського радіочарту Top Hit 100, другий — до 15. Таким чином, Варвара стала єдиним абориґенним фолк-музикантом, чия пісня сягла верхньої десятки на радіо в Росії. Досі синґл налічує понад 235 000 програвань на радіо.
П'ятий студійний альбом — «Легенди осені» виходить у 2013 році. Паралельно Варвара гастролює з музичним спектаклем «Витоки» по Росії та в Європі.

## Біографія

### 2000—2003: Ранні роки,Варвараі «Ближче»
Олена Володимирівна Тутанова народилася 30 липня 1973 року в Балашисі в родині інженерів. З дитинства мріяла бути на сцені, а музикою займалася з 5 років. У шкільні роки співачка захоплювалася спортом і відвідувала секцію баскетболу, драматичний гурток та ансамбль танцю. Закінчила музичну школу по класу акордеона. Паралельно навчалася гри на фортепіано і гітарі. Великий вплив на неї справила музика Мадонни, Шанайі Твейн і Стінга.
Бувши ученицею старшої школи і займаючись в хореографічному гуртку в місцевому ДК в Балашисі, Олена проходила повз репетиційну залу музичного бенду, звідки долинали звуки гітари та клавішних. Заслухавшись варіацією Паганіні, Олена припала до дверей, які раптово відкрилися і дівчина буквально ввалилася в аудиторію. Музиканти запропонували щось заспівати, вона виконала знамениту арію Summertime, і ті запросили її до їхнього колективу. Так вона стала солісткою музичного інді-рок ансамблю. Вони виконували кавери на світові хіти. По закінченню школи збиралася вступати або в інститут легкої промисловості, або в музичне училище. Але замість відвідування підготовчих курсів в інституті, її час займали репетиції з музичною групою. Завдяки досвіду роботи в ансамблі разом з викладачкою хору за місяць до вступу у виш вона підготувала програму для вступу в музичний заклад. Пройшовши конкурс 12 осіб на місце, вона стала студенткою російської академії музики імені Гнесіних. Одним із викладачів курсу був режисер «Тригрошової опери» Матвій Ошеровський.

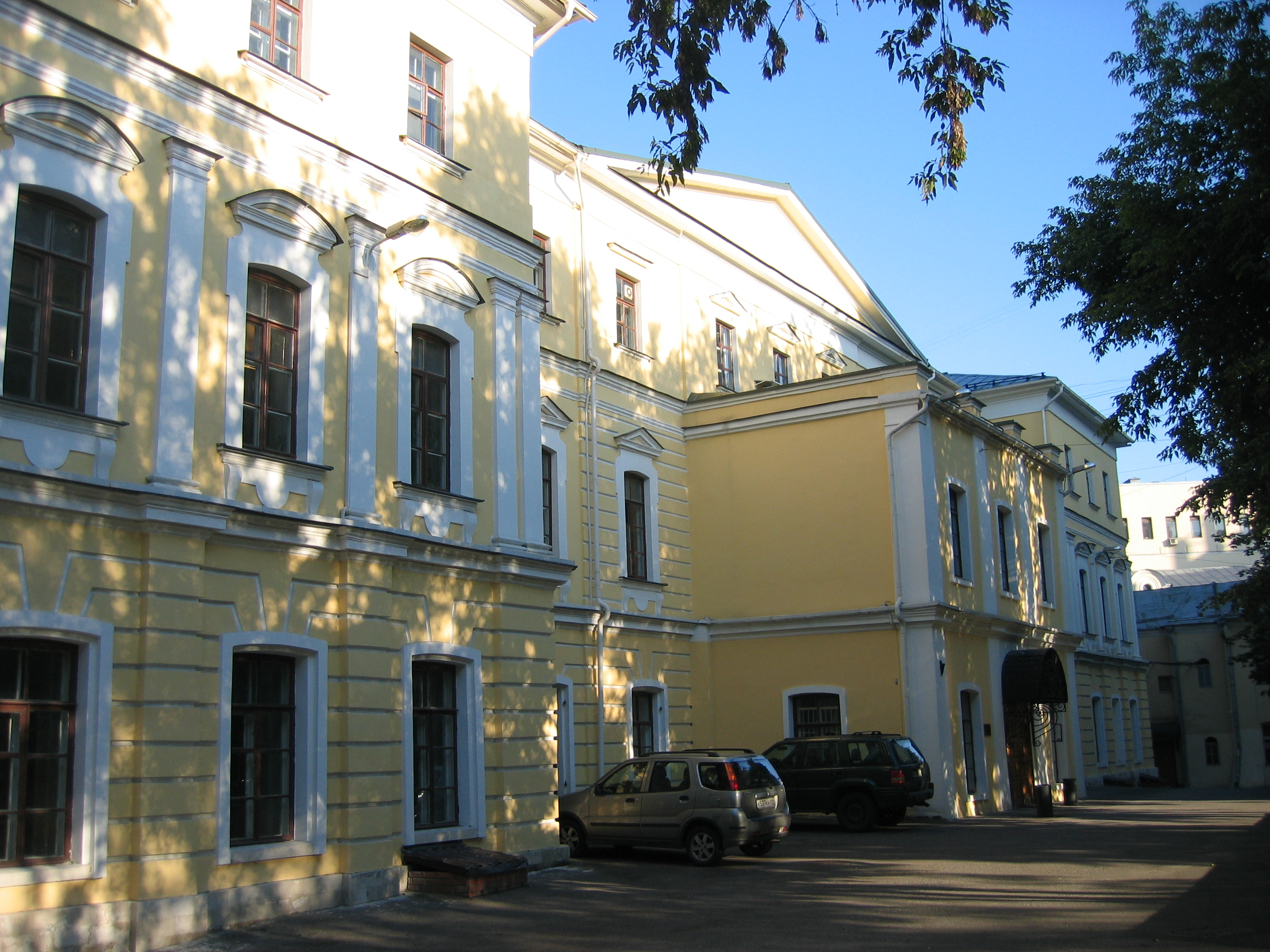
У московському ГІТІСі Варвара вчилася після академії ім. Гнесіних, але вже заочно

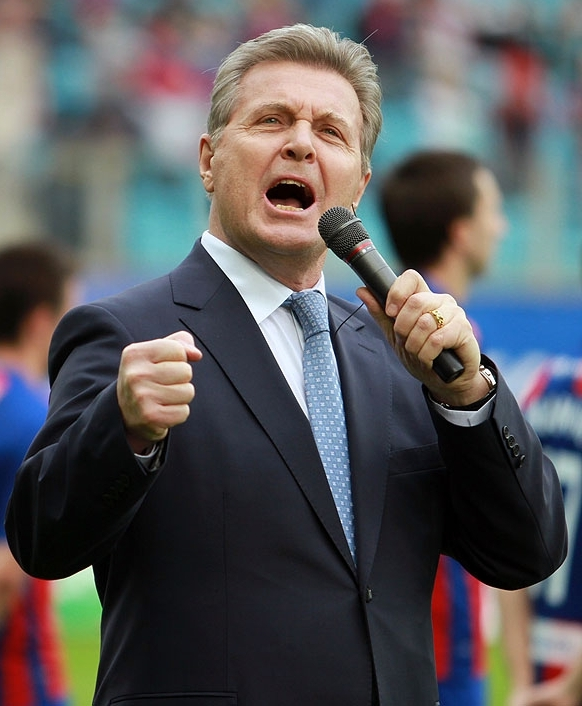
Льва Лещенка Варвара вважає своїм учителем

З 1991 року Олена виступала у складі трупи Державного театру естрадних виступів. Пізніше заочно закінчила ГІТІС за фахом артист музичного театру. Починала кар'єру у групі Льва Лещенка, працюючи бек-вокалісткою в його колективі.
Після уходу з театру, почала сольну кар'єру. Вибір творчого імені зробила на користь псевдоніма Варвара. Так звали бабусю співачки, так вона назвала свою доньку, яка народилася у 2001 році.
У 2000 році Варвара отримала гран-прі конкурсу «Кінотавр» у спецпроєкті «Кінодіва». 20 червня 2001 року на лейблі NOX Music вийшов дебютний сольний альбом співачки — «Варвара». Робота над матеріалом з кількома авторами композицій, зокрема іменитим Кімом Брейтбургом, який написав для Варвари три пісні, тривала впродовж усього 2000 року. Відео на одну з перших пісень зняв Федір Бондарчук. Дмитро Бебенін («Звуки Ру») вважав, що співачка «воліє рухатися в більш виграшному, перспективному напрямку, наміченому останніми роботами Мадонни», в журналі «PLAY» також відзначили повне змішання стилів на дебютнику: соул, реггі, фанк, традиційний «естрадний поп». Варвара ж охарактеризувала стиль дебютника як «європоп з альтернативними інструментами». Однак у Intermedia визнали диск невдалим через відсутність шлягерності. Пісня «Метелик» стає найпомітнішою піснею платівки. Однойменний трек «Варвара» тим часом дістався 4-ї позиції в хіт-параді радіостанції «Європа плюс». Робота над другим альбомом почалася в липні на студії «Брати Грімм».
З 2002 року почала гастрольну діяльність з музикантами-братами Вадимом та Євгеном Вінкенштерн, які продовжують працювати в колективі співачки і в наші дні, вони також взяли участь у записах декількох кліпів співачки. Взимку 2002 року Варвара разом з Норном Бьорном працювала над музикою до другого альбому в Швеції на студії Cosmos, яка продюсувала альбоми A-ha і Брітні Спірс. Першою піснею, записаною в Стокгольмі у співпраці зі шведами, стала пісня «Це позаду», в стилі R&B. Запис решти пісень до майбутнього альбому Варвара вирішила продовжувати в Росії. Наприкінці 2001 року Варвара починає роботу з автором пісень і музичним продюсером Артуром А'Кімом. У лютому в ефірі Нашого радіо стартувала пісня «Я жива». Вона зібрала 28 % симпатії слухачів у програмі «Воно вам треба?», де як експеримент звучали поп-композиції, не характерні для рок-станції.
У середині червня на центральних радіостанціях виходить синґл «Од-на». Відео на пісню було знято за мотивами оповідання Рея Бредбері «Все літо наче один день» (англ. All Summer in a Day). «Якось вирішила перечитати Рея Бредбері і побачила чудове оповідання „Літо наче один день“, — розповіла вона. — Відразу зрозуміла, що саме з нього мені треба зняти нове відео, тому що воно зворушило мене до глибини душі». Артистка приміряла роль головної героїні оповідання Марго, а на зйомки відео запросила всіх охочих зі свого фан-клубу. У вересні відео вийшло на екрани. Композиція стала першим помітним радіо хітом Варвари і зуміла потрапити в хіт-паради провідних радіостанцій країни, в «Золотому грамофоні» Русского радио стала дев'ятнадцятою. Музичні критики тепло сприйняли трек, пізніше Ґуру Кен з «Newsmusic» назвав його «чудовою піснею». 30 листопада Варвара з піснею «Од-на» вперше стала дебютанткою телефестивалю «Пісні року» в Москві в Кремлівському палаці.

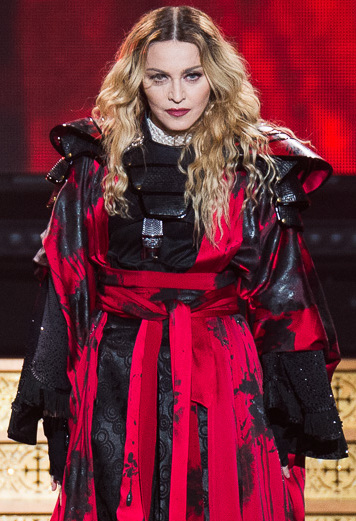
Творчість Мадонни вплинула на другий лонґплей Варвари «Ближче»

У березні 2003 року Варвара підписала контракт з компанією «Ars-Records», яка випускає другий студійний альбом співачки — «Ближче», витриманий у стилі поп-року. Реліз відбувся 3 квітня. Платівку підтримала радіостанція Європа плюс, п'ять пісень з альбому звучали в ефірі. Більшість композицій було записано на студії «Брати Грімм», у роботі з молодими авторами А. А'Кімом, Дж. Моссом і Володимиром Молчановим Варвара досягла потрібного звучання, як вона вважає. На підтримку лонгплея вийшли сингл та кліп, «Ближче». У хіт-параді «Європи плюс» пісня доходить до 29-го рядка. Альбом отримав велику кількість позитивних оцінок критиків, які порівняли його з крайніми роботами Мадонни та деякими речами T. A. T. u. Газета.ру назвала диск «однією з найяскравіших поп-подій сезону», а пізніше «Карта музики» зазначила, що саунд отримав «нові відтінки і мотиви, а вірші набули нової приємної форми». У Intermedia до диска поставилися неоднозначно: зробили акцент на хорошому європейському звуці, але розкритикували за маловиразні тексти і мелодії і розвінчали ідею поп-рок стилістики альбому, яка була заявлена у всіх офіційних прес-релізах. «Інтелектуальний альтернативний європоп у дусі Мадонни і Garbage», — висловилися про музику Варвари у виданні C M. Альбом був нагороджений премією «Срібний диск» як найкращий вокальний поп-альбом. Сама Варвара сказала, що «другий альбом [їй] справді ближчий, ніж перший. Ближчий — значить, я вже пройшла половину шляху в пошуках ідеального звуку, ідеального слова та ідеального методу спілкування з публікою. Але чим ближче я підхожу до свого ідеалу, тим складніше».
У 2003 році артистка почала працювати над третім студійним альбомом. Команда співачки поставила собі завдання зробити крок у напрямку альтернативи і world music і записати класичний поп-альбом з деякими відсиланнями до класики. Першою піснею до майбутньої платівки став сингл «Мрії». Він ознаменував початок нового, етнічного, напряму в музиці артистки. Якщо казати про музику, то на цьому треку вперше для творчості Варвари основні партії разом з фортепіано були віддані не класичним барабанам, а живим етнічних інструментам. Це були барабани фінно-угорців і карелів. Вперше в історії російської поп-музики Варвара вирушає на острів Валаам, де знімає відео на сингл. Зйомки проходили в непростих погодних умовах кілька днів під керівництвом режисера Гоші Тоїдзе і оператора Влада Опельянца. У російській пресі з'являється інтерес до цієї події, і про «Варварське завоювання Валаама» виконавицею «романтичного європопу» написали багато газет і видань. Завдяки відео, яке 1 листопада вийшло на MTV Russia, пісня поступово дійшла до слухачів і стала хітом без широкої підтримки радіо: практично всі великі радіостанції бойкотували трек, оголосивши його «неформатом». У грудні Варвара представляє пісню на телефестивалі «Пісня року». Тоді ж ім'я Варвари вперше з'явилося серед народних претендентів на премію «Звукова доріжка» (ZD Awards) за результатами опитування читачів газети «Московський комсомолець» в категоріях «Виконавиця року», «Дебют року» і «Найсексуальніша співачка».

### 2004—2006:Мрії
У 2004 році Варвара принесла Росії перше місце в конкурсі пісні міжнародного клубу фанатів «Євробачення» під назвою OGAE. Вона стала першою і єдиною виконавицею за всю історію конкурсу, яка змогла домогтися цього. За результатами голосування європейських країн зі 194 балами переміг її сингл «Мрії». Завдяки цій перемозі в 2005 році конкурс пройшов в Москві. Робота над наступним відео, «Танув сніг», пройшла в березні 2004 року. Пісня ще більше показала, що з досвіду роботи над другим альбомом, який розкритикували за низьку якість текстів, співачка почала приділяти більше уваги віршам, а відео, відзняте в Передєлкіно, посідало перші рядки в чартах російського MTV.
У вересні Варвара повернулася до студії для запису третього альбому. Спочатку заголовним треком була обрана Ave Maria разом з чоловічим грузинським хором у супроводі симфонічного оркестру. Унікальний запис у Санкт-Петербурзі організувала студія «Мелодія». На думку деяких фахівців, це був перший в історії запис класичного релігійного твору, зроблений за участі грузинського хору.
7 лютого 2005 року на радіостанціях вийшов сингл «Літала, та співала». В цей же тиждень на музичних телеканалах стартував однойменний відеокліп, знятий заздалегідь у Марокко. 25 лютого Варвара виступила з цією композицією у фіналі національного відбору конкурсу «Євробачення-2005» і у фіналі в ході глядацького голосування посіла четверте місце. Багато російських ЗМІ сприйняли підсумки відбору неоднозначно, і кілька видань висловили надію на участь Варвари в конкурсі в наступних роках, оскільки виконавиця була однією з головних фавориток конкурсу.

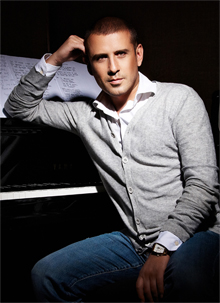
Анатолій Лопатін став одним з продюсерів та авторів 3-го найуспішнішого альбому Варвари «Мрії»

18 жовтня відбувся реліз третього студійного альбому Варвари «Мрії». Його випустила компанія звукозапису «Грамофон-мьюзік». Альбом був записаний на студії «Брати Грімм» у співпраці з саунд-продюсерами Анатолієм Лопатіним, Артемом Орловим і Владиславом Жуковим. У пресі позначили музичний стиль третього альбому як альтернативний інтелектуальний європоп, Варвара погодилася з критиками: «Нехай так воно і буде. <…> Мені подобається дивувати, тоді як вітчизняна попса експлуатує рафіновані європейські аранжування. Я намагаюся поєднувати сучасне звучання і народні мотиви», «ми багато використовуємо етніку, тобто пробуємо в одній пісні використовувати музику різних культур». Незвичайність музики для обраного нею в альбомі поп-жанру, звернення до таких класичних речей, як Ave Maria вона пояснила завданням «підняти всю російську поп-культуру на новий, світовий рівень», намагаючись піти від посередніх пісень та аранжувань. І в саунді справді з'явилися живі етнічні інструменти: дримба, бубон, ситара, шаманські барабани. У записі взяли участь ансамблі «Чукотка», «Оберіг» і гурт «Ситара». До виходу альбому протягом двох тижнів Російське радіо, за підтримки якого відбувся реліз, зробило у своєму ефірі 60 включень з записом анонсу пластинки.
Альбом мав хороший комерційний успіх і розійшовся тиражем у декілька десятків тисяч копій по Росії. Три треки з альбому потрапили в топ-20 російського радіочарту. Сингл «Літала, та співала» дістався пікової 8-й позиції в загальному і 5-ї в московському, в річному — 55-ї. Пісня прозвучала в ефірах радіостанцій Росії і СНД 235.000 разів і стала найпомітнішою хітом в кар'єрі співачки. Завдяки цьому в 2005 році Варвара вперше увійшла в чарт найбільш ротованих виконавців на російських радіостанціях, ставши в загальному заліку 47-ю. Авторитетний журнал Російський Newsweek зробив огляд альбому, давши йому позитивну оцінку. Гуру Кен з Newsmuzic позитивно висловився про альбом, назвавши його «міцним». Диск отримав категорію найкращий поп-альбом року на премії «Російський топ» видання Newsmusic і посів 18-ту позицію в цьому списку серед платівок на вітчизняному ринку. У жовтні Варвара виграла поїздку в Данію на святкування 50-річчя «Євробачення» та на запрошення клубу OGAE Russia відвідала низку святкових заходів у Копенгагені. До початку наступного року на підтримку випущеного альбому пройшло близько 10 великих сольних виступів у Москві, Санкт-Петербурзі, Ризі, Сочі, Волгограді, Балашисі та низці інших міст Росії і Ближнього зарубіжжя. Тим часом, у грудні головний сингл з альбому, «Літала, та співала», переходить відмітку в 99 000 включень на радіостанціях Росії і СНД і входить у річний список найкращих відеокліпів російського MTV в 2005 році. Крім того, англомовна версія пісні, «Dance With Me», була випущена для радіостанцій в Європі: у Бельгії, Сербії, Чорногорії та Кіпрі.
У січні 2006 року з альбому «Мрії» виходить сингл «Відпусти мене, річка». У зйомках відео взяв участь ансамбль «Чукотка». Пісня стає радіо хітом і дістається п'ятнадцятого місця російського радіочарту, шостого — в чарті Хіт-FM, а в загальному річному посідає 45-й рядок. Взимку-навесні 2006 вона прозвучала в ефірах понад 100 000 разів. В англомовній версії треку під назвою «we'll Be There» Варвара бере участь а закритому відбірковому турі конкурсу пісні «Євробачення-2006», але у фіналі поступається Дімі Білану. Завдяки участі в конкурсах клубу єврофанів OGAE, Варвара отримує кілька фанатських клубів у європейських країнах і починає гастролювати з концертами по клубах у Південній і Центральній Європі, країнах на Балканах. Навесні Варвара починає співпрацювати з новою компанією звукозапису, Перше музичне видавництво, з якою планує записувати новий альбом.
У березні 2006 року Варвара починає роботу над наступним альбом. Перший сингл «Красиве життя» вийшов на центральних радіостанціях Росії 8 червня 2006 року. Композиція дісталася тридцять першого рядка в чарті Top Hit 100, двадцять п'ятого — у Weekly Audience Choice і вісімнадцятого в чарті радіостанції Хіт-FM. Дотепер сингл налічує понад 135 000 програвань на радіо.
Завдяки радіоефірам музичного матеріалу на радіо за підсумками 2006 року співачка вперше увійшла до топ-30 найбільш ротованих виконавців у Росії та СНД. Тоді ж Варвара працює разом з Русланою над спільним дуетом «Два шляхи». Прем'єра пісні відбулася у вересні в ефірі Першого каналу на відкритті Всеукраїнського конкурсу-фестивалю «П'ять зірок».

### 2007—2011:Вище любові
У липні 2007 року пройшов промо-тур до Греції, який був організований клубом єврофанів OGAE, в ході якого Варвара виступила в Афінах із сольним концертом і дала низку інтерв'ю європейським ЗМІ. У 2007 році виходить композиція «Чужі». У топі найбільш хитромудрих музичних новинок сезону, складеному виданням «Нове життя», пісню поміщають на 7 місце. Загалом у радіочарті пісня дісталася 36 рядка. Того року Варвара починає свій перший масштабний гастрольний тур із програмою «Мрії» на підтримку однойменного альбому, який вийшов раніше. У рамках туру співачка відвідала близько 40 міст Росії і Ближнього зарубіжжя: Прибалтики, Болгарії, Румунії, Сербії, Польщі, Греції. У січні 2008 року вона взяла участь в Russian Winter Fest в Лондоні. 29 липня виступила з концертом в БКЗ Жовтневий в Санкт-Петербурзі.
Збірка найкращих ліричних пісень, альбом під назвою «Вище любові» вийшов 18 листопада 2008 року. Думки про випуск подібного диска з'явилися давно. Проте до тих пір найбільш помітними для публіки були динамічні композиції. «У мене в репертуарі багато повільних пісень. Я їх люблю. Багато часу і уваги ми приділяємо віршам» — пояснила Варвара вихід нової роботи. Її Варвара присвятила матерям. Платівку порівняли з роботами гурту ВІА Гра (Гуру Кен, Newsmusic). Диск отримав номінацію на кращий поп-альбом року за версією премії «Російський топ» видання Newsmusic і посів 6 сходинку в списку найкращих релізів року. За підсумками року Варвара стала 45-ю в списку найпопулярніших виконавців країни за версією видання «7 днів». Також у 2008 році Варвара увійшла в топ-100 найсексуальніших дівчат Росії за версією журналу MAXIM. У березні 2009 року Варвара взяла участь у Фестивалі російської культури в Лондоні з програмою «Мрії».

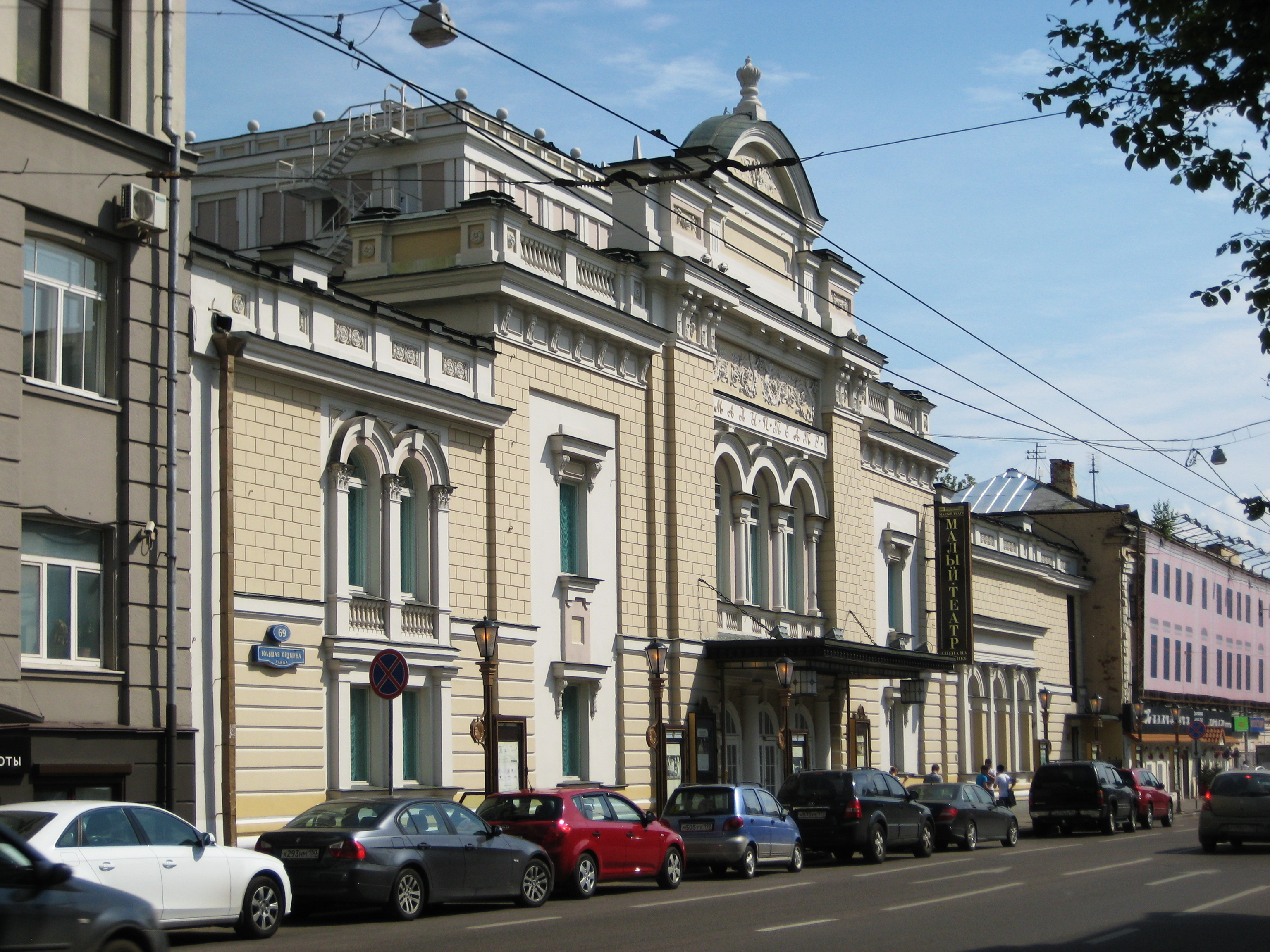
У Малому театрі пройшла прем'єра I музичного спектаклю артистки «Витоки», з яким вона поїхала в тур по Росії та Європі на 4 роки

У першій половині 2010 року Варвара приступила до запису платівки в жанрі акустик-фолк під робочою назвою «Зоряниця», було записано 5 пісень. Однією з перших — російська народна пісня «Вздовж по Пітерській» з оркестром шотландських волинщиків. В альбом також планувалося включити пісні, зібрані під час етнографічних експедицій, які колектив співачки влаштовував з 2008 року. 16 серпня указом Президента РФ Д. А. Медведєва виконавиці присвоїли звання заслуженої артистки Росії. У грудні співачка дебютувала з арією Сільви в постановці «Кажан» в театрі «Гелікон-опера» в Москві під керівництвом Дмитра Бертмана.
Паралельно Варвара розпочала підготовку до нового туру. Було вирішено почати з концерту в Москві, зробивши його музично більш етнічним, де етніка в звичному сенсі слова переплететься з музикою старої Європи, виконаної Варварою старими мовами: старовірменською, івритом, шотландською гельською, старошведською. Музичний спектакль співачки отримав назву «Витоки».
2 березня 2011 року відбулась прем'єра музичного спектаклю Варвари «Витоки» на сцені Академічного Малого театру. Передпрем'єрний показ шоу пройшов у листопаді 2010 року в Пскові. Автором ідеї створення «Витоків» став чоловік співачки Михайло Сусов. Спеціальними гостями шоу стали оркестр волинщиків Москви і ансамбль «Чукотка». У 2012 році шоу було видано на DVD і Blu-Ray. З 2011 року Варвара початку однойменний тур. В його рамках було представлено близько 60 концертів в Росії та кількох містах Європи та Азії, зокрема на відкритих майданчиках в: Берліні, Бенідормі, Пхеньяні та ін. Азійська гілка туру (Північна Корея) пройшла навесні 2011, європейська — в 2013—2014 роках (Німеччина, Іспанія, Білорусь та ін). Другий концерт з «Джерелами» в Москві пройшов 31 березня 2012 року, тепер вже на сцені ЦКМ «Меридіан».
У червні 2011 року Варвара привезла виставу в Михайлівське, на батьківщину російського письменника Олександра Пушкіна, і виступила з нею на 45-му Всеросійському Пушкінському святі поезії. Також вона взяла участь у ряді прес-конференцій, де розповіла журналістам про ідею свого нового шоу і туру, пісень: «Вони виконуються не тільки російською, але й арабською, івритом, старошведською та іншими. Йде така етнічна нитка, але я не можу сказати, що це однозначно російський фольклор. Це симбіоз стародавніх етнічних напрямів». У липні на фестивалі «Слов'янський базар» виконавиця відзначена нагородою за внесок у культуру і творче втілення ідей дружби народів Білорусі та Росії спеціальним дипломом Союзної держави.

### 2012—2014:Легенди осені

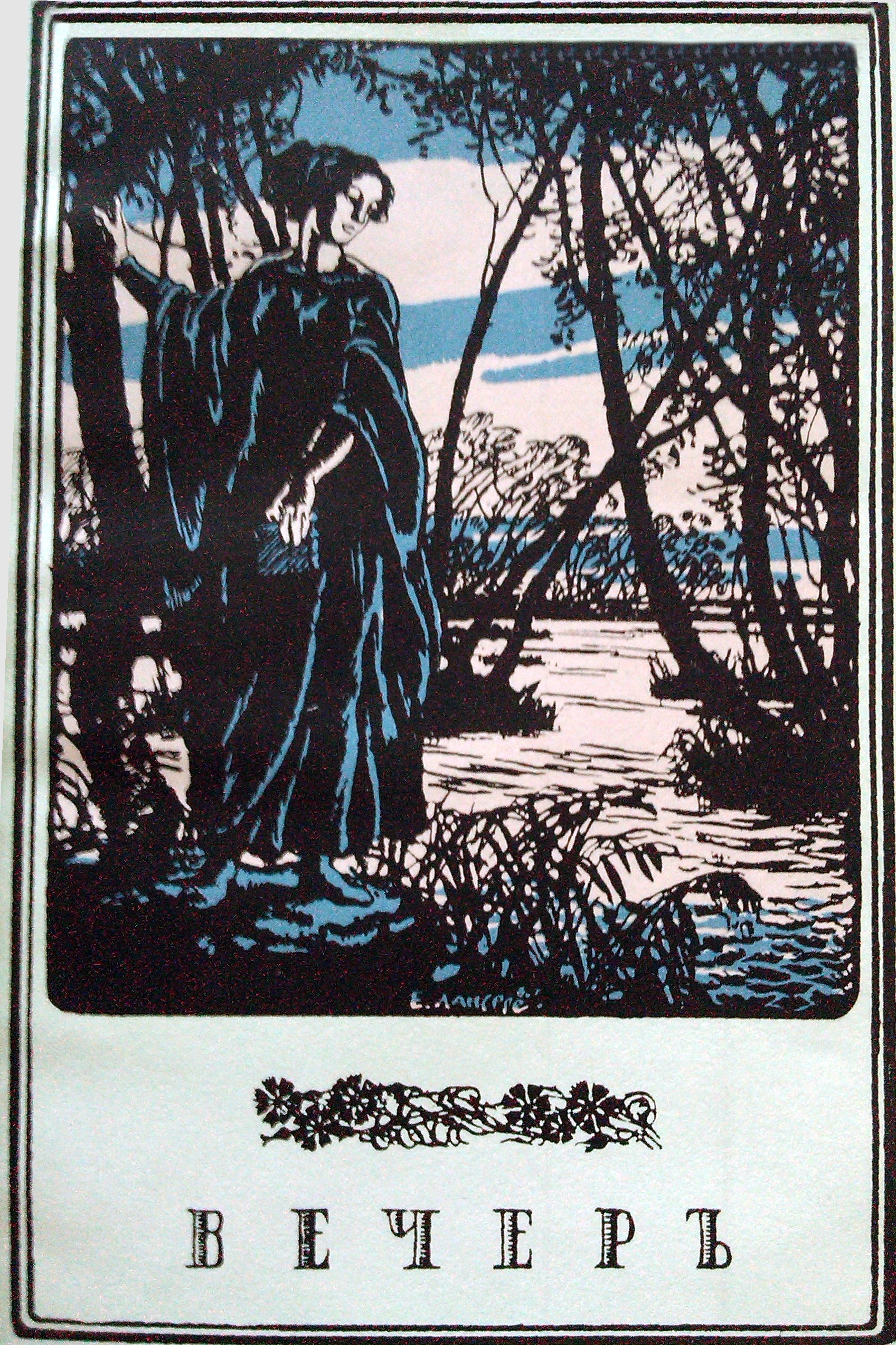
Вірш «Над водою» до пісні Варвари «Сопілочка» увійшов у перший збірник віршів Анни Ахматової «Вечір», 1912. Ілюстрація Євгена Лансере

Навесні 2012 року російський музикант В'ячеслав Малежик подарував Варварі пісню «Сопілочка» на вірші Анни Ахматової. Артистка записала її і вирішила, що зніме нове музичне відео саме на цю композицію: «Я дуже дорожу саме цією музичною роботою. Мені було цікаво і дуже захопливо доторкнутися до таїнства поезії великої жінки. Вона дуже чуттєва і лірична. Я дуже хотіла передати в цій пісні всю зворушливість тієї історії, яку розповіла нам Ганна Андріївна, підкреслити всі переживання героїні». 2 травня прем'єра синглу пройшла на «Русскаму радіо». Пізніше пісня не вийшла на центральних радіостанціях, пізніше Варвара в інтерв'ю «КП» пояснила, що для радіостанцій «вона незрозуміла була по тексту, текст минулого століття, він трошки не сьогоднішній. Ця пісня дуже гарна, і вона йде в моєму концерті». У вересні на музичних каналах вийшов однойменний кліп, знятий режисером Олександром Філатовичем у Києві. На порталі YouTube відео набрало понад 1 000 000 переглядів. У листопаді Варвара задуетувала зі «Бурановськими бабками» «А не віддамся я» (в ориґіналі — «не пойду замуж я».
Влітку 2013 року в Москві відбулися зйомки телевізійного музичного проєкту Першого каналу «Универсальный артист», в якому нарівні з іншими виконавцями (Лариса Доліна, Сергій Ґаланін, Теона Дольникова, Сергій Лазарєв та інші) взяла участь і Варвара. Найяскравішим номером артистки на проєкті став кавер на «Ice Ice Baby» Vanilla Ice, в якому Варвара зачитала реп. Високими оцінками журі відзначило і її номери у жанрах рок (кавер на пісню «Pink» «Trouble») і «патріотичну пісню» (кавер на пісню «Катюша»). За підсумками проєкту артистка посіла шосте місце.
У жовтні Варвара виступила з 11 концертами на острові Сахалін і Далекому Сході в рамках свого туру «Витоки». 17 жовтня пройшов благодійний концерт в Балашисі. 30 жовтня Варвара анонсувала реліз нового лонгплея, який вона випускатиме вже з новим лейблом, Перше музичне видавництво (саме на цій компанії у 2006-му був підписаний перший сингл з альбому, «Красиве життя», тому логічно було продовжити співпрацю). 4 грудня в підтримку платівки на радіостанціях стартує сингл «Хто шукає, той знайде».
9 грудня 2013 року Варвара випустила п'ятий студійний альбом — «Легенди осені». До нього увійшли 12 композицій, серед яких як вже раніше представлені пісні, так і три нових треки. За словами творців, всі без винятку пісні платівки об'єднані спільною темою — темою любові. У порівнянні з попередніми альбомами співачки в саунді її нового номерного диска посилені етнічні інструменти, в піснях записані звуки сучасних і старовинних російських, європейських, а також азійських інструментів: лютні, волинок, варгана, дудука, і старовинних струнних: ліри, домри, гуслей та потужних ударних. Натхненням для деяких пісень були поетичні твори Анни Ахматової і Марини Цвєтаєвої, відсилання до їх творчості підкреслені в текстах пісень і візуально. Сюди ж увійшов сингл «Сопілка», записаний на вірші Ахматової. Артистка описує музику п'ятого альбому як змішання елементів національних мотивів народів країн Європи і Північної Америки та традиційного слов'янського фольку. Стиль співачки залишився пізнаваний, попри музичні експерименти з британським інді-попом та кантрі. Значну частину музичного матеріалу записано на студії Lopatin Sound Lab, колишній «Брати Грімм», у співпраці з російськими продюсерами Анатолієм Лопатіним та Артемом Орловим. Альбом мав велике промо, в рамках якого Варвара виступала з піснями з платівки на різних телешоу на центральних каналах Росії та СНД і передачах на радіостанціях. Крім цього, в день виходу альбому було проведено один концерт у Білорусі, паралельно вона почала підготовку до презентації платівки в Москві з оновленою сольною програмою. У музичних виданнях підкреслили тривалість очікування релізу, Варвара пояснила тим, що не бажала поспішати і записувала пісні протягом декількох років. «Кожна пісня в цьому альбомі, напевно, як одна прожита доля», — сказала виконавиця. Ріта Скітер з Intermedia дала йому змішану оцінку, відзначивши в саунді «слабкі натяки на кельтські ритми». На її думку, цього недостатньо для виконавиці, яка представляє на естраді фолк і невиправдано випускає європоп. У виданні Варвару закликали визначитися, в якому саме музичному напрямку вона буде працювати надалі. Диск отримав номінацію на премію «Руський топ» від видання Newsmusic у категорії найкращий вокальний попальбом і увійшов до списку найкращих російських релізів року, записаних в жанрі поп-музики. У травні 2014 року, в інтерв'ю Великій Епосі виконавиця поділилася, що в музичному плані альбом відійшов від стандартного звучання і вийшов більш російським, ніж європейським, і що, на її погляд, «музика, яка увійшла до цього альбому, показує багатогранний стан душі російського народу, його образ думок, глибоку історичну самобутність». Крім основних авторів, Лопатіної та Орлової, над альбомом також працювали Олександр Шоуа, Олексій Малахов та В'ячеслав Малежик.
У січні 2014 року Варвара та її чоловік Михайло Сусов стали факелоносцями Естафети олімпійського вогню у місті Курську. 28 лютого на сцені Московського концертного залу «Меридіан» Варвара продемонструвала версію 2.0 шоувистави «Витоки». Концерт зібрав понад 1 200 глядачів. Сетлист включив в себе головні гіти Варвари, народні пісні на різних мовах, найкращі номери з шоу «Універсальний артист» і кавери на світових виконавців. Вперше у своїй творчості Варвара виступила на сцені з гітарою. Частина програми була присвячена презентації альбому «Легенди осені». Як спеціальні гості у виступі взяли участь американський композитор і співак Майкл Найт зі США і оркестр волинщиків Москви. У березні-квітні Варвара продовжила тур по Росії і виступила в декількох містах з програмою «Витоки». 9 квітня відбувся реліз дев'ятого і заключного синглу «Біль і любов» з альбому «Легенди осені». 10 квітня в рамках міжнародного фестивалю «Слов'янський базар» у Вітебську співачка стала головою журі в дитячому конкурсі мистецтв. Стосовно роботи над фолкальбомом, яка йшла паралельно, в травні 2014 року в інтерв'ю Радіо «Маяк» виконавиця повідомила, що запис перебуває в самому зеніті. Тоді ж, 14 травня, проходить реліз першого фолксинґлу — «Сказання про Варвару».
8 червня 2014 року Варвара відіграв свій сет на VIII Німецько-російському фестивалі, який проходив на іподромі Карлсгорсту в Берліні. Широко висвітлюючи захід, європейська преса назвала співачку «принцесою російської етно-фолку». В середині червня на каналі «Росія-1» вийшов серіал «Чуже життя» (режисер Андрес Пуустусмма). Офіційним саундтреком до нього стала композиція Варвари «Два шляхи». 12 червня Варвара виступила на концерті до Дня Росії на Красній площі. Наприкінці червня Варвара зіграла «Витоки» на XVII Всеросійському фестивалі народної творчості А. П. Аверкіна в Рязанській області. 28 липня на радіостанціях виходить сингл Варвари «Весь світ за нас». Загалом сингл прозвучав в ефірі російських радіостанцій понад 100 000 разів. У декількох чартах Росії і ближнього зарубіжжя трек входив до топ-20. 24 жовтня артистка взяла участь в акустичному концерті оркестру волинців Москви «ОВМ: 10 років витримки» в Москві в клубі Олексія Козлова. 25 жовтня Варвара відіграла акустичний концерт в прямому ефірі радіостанції" Російська служба новин. 14 листопада в Московському міжнародному Будинку музики разом з Майклом Найтом, Етері Беріашвілі і Каріною Флорес вони представили спільний концерт «Voices of love», 14 грудня і 4 березня 2015 року шоу відіграли знову.

### 2015— 2018:Льон
У березні 2015 року спільно з дизайнером Оленою Шипіловою в Москві у Гостиному дворі вона представила модну колекцію «Повернення до витоків».
У квітні 2015 року співачка починає гастрольний тур на підтримку шостого альбому, перші сольні концерти пройшли в містах Підмосков'я та Калінінградської області. Ще 40 концертів пройшли в наступні три роки в різних регіонах Росії.
25 вересня виходить шостий студійний альбом Варвари «Льон». До нього увійшли фольклорні композиції народів Росії, серед яких як загальновідомі пісні, так і старі композиції селищ і сіл, знайдені під час етнографічних експедицій.
У грудні відбулася прем'єра відеокліпу на пісню «Хто шукає, той знайде». У листопаді Варвара отримала номінацію «Найкращий фолк-виконавець» Російської національної музичної премії, але поступилася Пелагеї. 11 грудня взяла участь у масштабному проєкті ВГТРК «Війна і світ. Читаємо роман», прочитавши уривок з роману Льва Толстого «Війна і мир» в театрі «Гелікон-опера» в Москві.
9 квітня 2016 року співачка відіграла акустичний варіант вистави «Витоки» на сцені Дипломатичного залу Державного Кремлівського палацу. Рецензуючи спектакль Варвари, у виданні МІА «Музика» визнали, що «саме такі люди і роблять внесок у культуру своєї країни і саме таких артистів <…> не забувають через тиждень після зняття синглу з ефіру». 15 квітня відбулася прем'єра синглу «Ах, душа». У травні Варвара представляє свою програму на саміті «Asean-Russia», в червні — в рамках Днів Москви в Якутії, а 30 липня — фестивалю «День балтійського поля» в Калінінградській області. 14 серпня виконавиця виступила зі своїм сетом в Калінінграді на закритті V Міжнародного фестивалю культур народів світу «Територія миру». 30 вересня Варвара представила акустичну програму знову, на сцені театру «Гелікон-опера» в Москві.
25 червня 2017 року Варвара представляє програму на ювілейному XX Всеросійському фестивалі народної творчості ім. А. П. Аверкіна в Рязанській області. В липні стала головою журі XV Міжнародного дитячого музичного конкурсу «Вітебськ-2017» в рамках XXVI Міжнародного фестивалю мистецтв «Слов'янський базар» у Вітебську, а також взяла участь у чотирьох концертних програмах.

## 2018— досі
У 2018 році Варвара бере участь у декількох великих музичних фолкфестивалях: разом з фолкрокгуртом «Мельница» на «Слов'янському базарі» у Санкт-Петербурзі, «Місті ремесел» Вологді і Петровському ярмарку під Санкт-Петербургом. Зі зими 2017 року працює над своїм другим музичним спектаклем «Льон» в Москві. І паралельно над сьомим сольним альбомом, який знову був фольклорним.

## Родина
Чоловік — бізнесмен Михайло Валерійович Сусов.
У пари четверо дітей: Ярослав (нар. 1991) (син Варвари від першого шлюбу), Василь, Сергій (сини Михайла від першого шлюбу) і спільна дочка Варвара, разом з якою співачка виконала пісню «Лев і цирульник» з к/ф «Мері Поппінс, до побачення» на сцені Кремлівського палацу.

## Тури
- Мрії (2007—2010)
- Витоки (2011—2015)
- Там, де любов (2015—2018)

## Дискографія
- Варвара (2001)
- Ближче (2003)
- Мрії (2005)
- Вище кохання (2008)
- Легенди осені (2013)
- Льон (2015)

## Нагороди та звання
- 2002 — Премія «Пісня року» (сингл «Од-на»)
- 2003 — Премія «Срібний диск» (альбом «Ближче» — найкращий вокальний поп-альбом)
- 2003 — Премія «Пісня року» (сингл «Мрії»)
- 2004 — Перше місце в конкурсі пісні міжнародного клубу «OGAE» (сингл «Мрії»)
- 2004 — Премія «Пісня року» (сингл «Літала, та співала»)
- 2010 — Заслужена артистка Росії
- 2011 — Нагорода за творче втілення ідей дружби народів Білорусі та Росії (Спеціальний диплом Постійного комітету Союзної Держави)
- 2014 — «За заслуги в культурі і мистецтві» (Відзнака Міністерства оборони Російської Федерації)

## Відеокліпи
| Рік  | Кліп                  | Музика                     | Слова          | Альбом        | Режисер             |
| ---- | --------------------- | -------------------------- | -------------- | ------------- | ------------------- |
| 2000 | Метелик               | А. Шкуратов                | А. Шкуратов    | Варвара       | Д. Махаматдинов     |
| 2000 | Лети на світло        | К. Брейтбург, М. Брейтбург | Е. Мельник     | Варвара       | Ф. Бондарчук        |
| 2000 | На межі               | К. Борис                   | Е. Мельник     | Варвара       | С. Кальварський     |
| 2001 | Серце, не плач        | Ст. Молчанов               | Ст. Саповський | Ближче        | Р. Орлов            |
| 2002 | Од-на                 | О. Дронов                  | А. А'Кім       | Ближче        | Д. Захаров          |
| 2003 | Ближче                | В. Молчанов                | В. Мельник     | Ближче        | Р. Тоїдзе           |
| 2003 | Мрії                  | А. Орлов                   | А. Байдо       | Мрії          | Р. Тоїдзе           |
| 2004 | Танув сніг            | Б. Горбачов                | Б. Горбачов    | Мрії          | М. Рожков           |
| 2005 | Літала, та співала    | В. Молчанов                | А. А'Кім       | Мрії          | А. Тішкін           |
| 2006 | Відпусти мене, річка  | А. Орлов                   | А. А'Кім       | Мрії          | Р. Тоїдзе & Варвара |
| 2012 | Сопілочка             | В. Малежик                 | А. Ахматова    | Легенди осені | А. Філатович        |
| 2015 | Хто шукає, той знайде | А. Малахов                 | А. Малахов     | Легенди осені | А. Сюткін           |
| 2017 | Ах, душа              | Р. Тітов                   | Р. Тітов       | TBA           | А. Ігудін           |